# Задача про переміщення канапи

Канапа Гамерслі має площу приблизно 2,2*L^{2},
де L — ширина коридору,
що все ще не є найбільшим з можливих значень

Задача про переміщення канапи — геометрична задача, що була сформульована австрійсько-канадським вченим Лео Мозером у 1966 році. Задача є двовимірним моделюванням проблеми з реального життя — пересування меблів, і полягає у строгому пошуку двовимірної форми канапи якнайбільшої площі A що може бути просунута через Г-подібний коридор з заданою шириною прямих ланок. Площу A, що відповідає одиничній довжині ланок називають «сталою канапи».
Оскільки половина кругу одиничного радіусу може пролізти через кут, нижня межа для сталої канапи становить {\displaystyle \scriptstyle A=\pi /2} або 1,570796327. Джон Гамерслі отримав значно вищу нижню межу {\displaystyle \scriptstyle A\,=\,\pi /2+2/\pi } або 2,207416099 для фігури, що сконструйована з двох чверть-кругів приєднаних до прямокутника розміром 1 на 4/π з якого вилучений півкруг радіусом {\displaystyle \scriptstyle 2/\pi \,}.
Ґервер описав канапу, що підвищує нижню границю «сталої канапи» ще більше — до 2,219531669. Форма канапи Ґервера обмежена вісімнадцятьма дугами.
З другого боку Гамерслі показав, що стала канапи не більша за {\displaystyle 2{\sqrt {2}}} або 2,8284. Точне значення «сталої канапи» на сьогодні не знайдено і все ще є відкритим математичним питанням.

## Зноски
1. ↑  (англ.) H. T. Croft, K. J. Falconer, and R. K. Guy, Unsolved Problems in Geometry, Springer-Verlag, 1994.
2. ↑  (англ.) J. L. Gerver, On Moving a Sofa Around a Corner. Geometriae Dedicata 42, 267–283, 1992.
3. ↑  (англ.) Moving sofa problem on MathWorld. [Архівовано 11 жовтня 2008 у Wayback Machine.]
4. ↑  (англ.) Neal R. Wagner, The Sofa Problem, The American Mathematical Monthly, Vol. 83, No. 3 (Mar., 1976), pp. 188–189.
5. ↑  (англ.) I. Stewart, Another Fine Math You've Got Me Into, Courier Dover Publications, 2004.